# Télévision centrale de Chine
Pour les articles homonymes, voir CCTV.

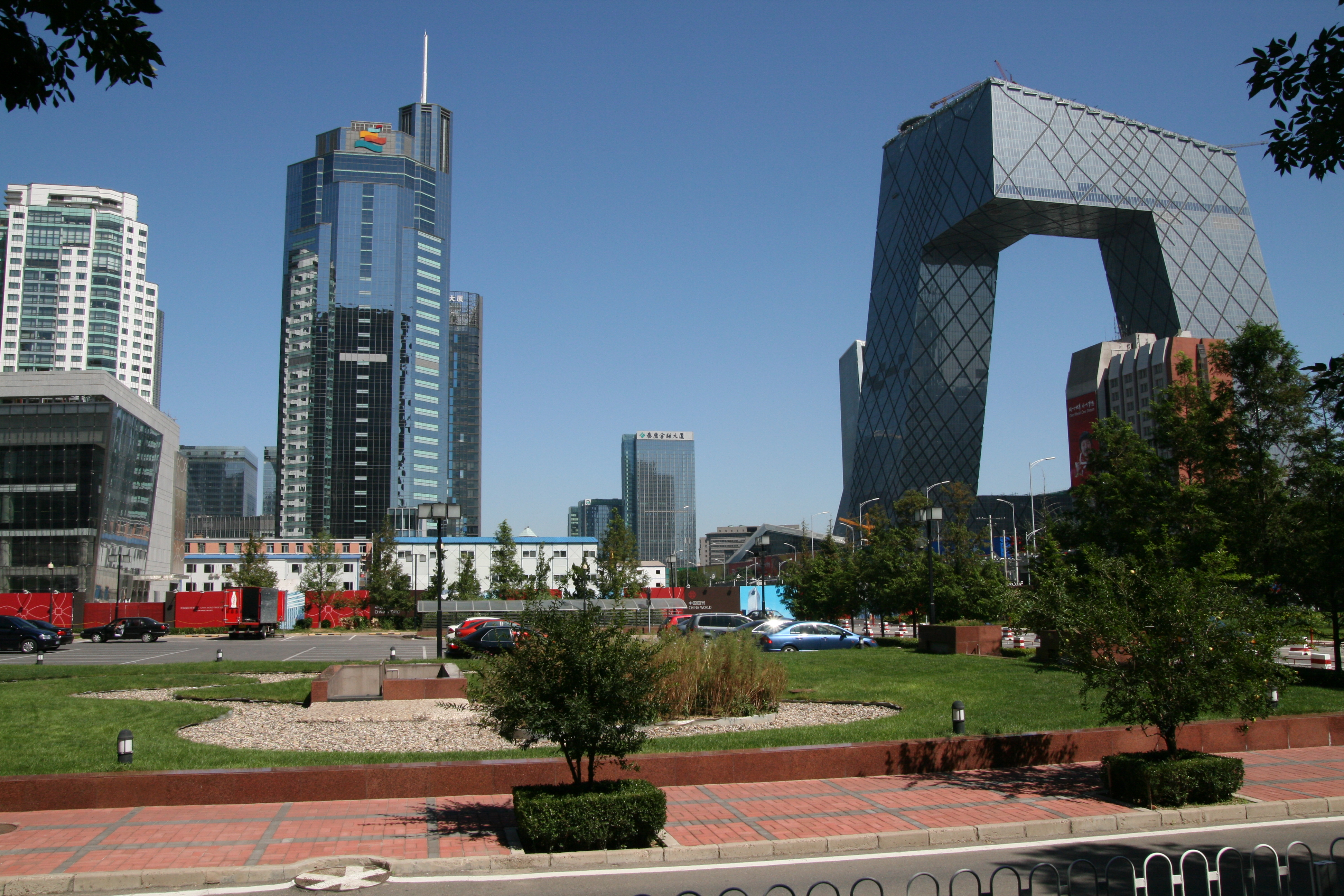
À droite, le siège de CCTV.

La Télévision centrale de Chine (chinois simplifié : 中国中央电视台 ; pinyin : Zhōngguó Zhōngyāng Diànshìtái), généralement abrégée en CCTV, de l’anglais China Central Television, est le réseau principal de télévision d'état de la république populaire de Chine, faisant partie de China Media Group depuis 2018. 
Ce réseau compte 30 chaînes gratuites et 17 chaînes payantes en 2021.

## Histoire
CCTV a diffusé son premier programme le 2 septembre 1958 sous le nom de Pékin TV (北京电视台), après un test de diffusion le 1er mai 1958. À partir du 1er mai 1973, Pékin TV commence à diffuser des programmes en couleur (PAL-D) sur sa seconde chaîne. Elle prend le nom de CCTV le 1er mai 1978.
Aujourd'hui, CCTV, sous l'impulsion du gouvernement chinois, continue à développer ses programmes et à élargir son audience et ses cibles. En témoigne le lancement en juillet 2009 de CCTV-العربية, chaîne internationale en arabe.
Le 19 février 2016, Xi Jinping a fait une visite d'inspection au sein des rédactions de Xinhua, du Quotidien du Peuple et la télévision CCTV. À l'issue de cette visite, Xi Jinping « a ordonné [...] aux médias gérés par le Parti communiste chinois (PCC) et le gouvernement chinois de suivre strictement la direction du Parti ». En réaction, le blogueur Ren Zhiqiang indique que le parti ne soutient pas financièrement ces médias mais c'est l'argent public qui est utilisé à cette fin : « Cessez d’utiliser l’argent des contribuables pour des choses qui ne leur fournissent aucun service ».
Depuis 2018, la CCTV fait partie de China Media Group, société nouvellement constituée et regroupant également d'autres médias publics nationaux comme la China National Radio, la CGTN et la China Radio International.

## Chaînes

### CCTV
En 2010 est créé CCTV+, une agence de presse télévisée spécialisée dans la vidéo à la demande.

### CGTN
Depuis 2016, les chaînes internationales de CCTV se regroupent sous la nouvelle marque de CGTN (China Global Television Network).
La chaine francophone CCTV-F devient ainsi CGTN-Français. Elle est retransmise dans 87 pays et régions autour du monde, notamment par satellite, et en direct sur leur site web officiel. Elle est également diffusée sur les chaînes du câble et lié aux offres ADSL en France, toutefois, son cœur de cible pourrait être l'Afrique francophone, pour CGTN-Français, en raison des relations internationales privilégiées existant entre l'Afrique et la république populaire de Chine.

## Critiques
En 2013, le journal Les Nouvelles de Pékin critique CCTV car cette dernière estime que la pollution dans les métropoles chinoises présente des avantages pour la population : « C’est l’habituelle flagornerie des organes d’information officiels. »
En janvier 2016, l'ONG Reporters sans frontières évoque la diffusion, par la télévision d’État CCTV et par l'agence officielle Xinhua, de « confessions extorquées à des individus (comme celle de Charles Xue (en)), vraisemblablement par la force. La généralisation de cette pratique constitue une menace alarmante pour l’information libre et indépendante ».

## Censure
En 2015, CCTV a, dans le cadre du 100e anniversaire de la naissance de Hu Yaobang, remplacé la photographie de Zhao Ziyang à la Une d'un Quotidien du Peuple de 1982 par celle de Li Xiannian, un autre cadre du parti,.